# Мирабело
Вижте пояснителната страница за други значения на Мирабело.
Мирабѐло (на италиански: Mirabello, на местен диалект Mirabèl, Мирабел) е малко градче в северна Италия, община Тере дел Рено, провинция Ферара, регион Емилия-Романя. Разположено е на 15 m надморска височина.
]През пролетта 2012 г. много сгради са повредени от силни земетресения.